# La Villeneuve, Saône-et-Loire
La Villeneuve är en kommun i departementet Saône-et-Loire i regionen Bourgogne-Franche-Comté i östra Frankrike. Kommunen ligger i kantonen Verdun-sur-le-Doubs som tillhör arrondissementet Chalon-sur-Saône. År 2017 hade La Villeneuve 209 invånare.

## Befolkningsutveckling
Antalet invånare i kommunen La Villeneuve
| Referens: INSEE |